# 세계 인구

추산
실제
높은 예상치
중간 예상치
낮은 예상치
1800년부터 2100년 사이의 세계 인구 변화 추이. (UN 2004 projections, [http://www.census.gov/ipc/www/worldhis.html US Census Bureau historical estimates 참고

세계 인구(世界人口)는 특정한 시간에 지구상에 살고 있는 인류의 전체 수이다. 2025년 2월 28일 기준 세계 인구는 약 82억 명이다. 인구는 이주나 자연증가에 따라 증가한다. 여기서 자연증가는 출생자 수에서 사망자 수를 뺀 것이다. 대부분 사망자 수보다 출생자 수가 많아서 이주로 발생하는 순감소가 없는 한 인구는 증가한다.

## 세계 인구의 추정
세계인구가 어떻게 성장하였는지를 이해하기 위해서는, 시기별 인구추정이 필수적 작업인데 그것이 결코 쉬운 일은 아니다. 19세기 이전 세계인구의 추정은 몇 가지 단편적인 자료의 고고학적인 증거에 의존할 수밖에 없다. 결과적으로 추정은 이들 몇 가지 자료와 증거를 어떻게 평가하고 해석하느냐에 따라 크게 달라질 수 있다. 한마디로 19세기 이전의 세계인구의 추계는 상당한 부분이 인구학적 상상력에 의존한다고 할 수 있다.
19세기에 공식적인 인구조사(센서스)가 유럽에서 출현하였다. 물론 17-18세기에도 부분적으로 유럽의 몇몇 지역에서 인구조사를 하기도 하였다. 그러나 1790년 미국의 제1회 인구센서스, 1801년의 영국과 프랑스의 센서스 등이 현대적인 센서스로는 초기의 것이라고 할 수 있다. 한편 유럽을 제외한 다른 지역에서는 20세기에 들어와서 현대적인 센서스를 실시하기 시작하였다. 1920년대에 일본, 한국 등에서 센서스를 실시하였고, 1950년대부터는 세계 각지에서 실시하기 시작하였다. 오늘날에는 세계 대부분의 국가에서 센서스를 실시하고 있다.
자료의 제약에도 불구하고, 초기의 인구학자들은 세계인구에 커다란 관심을 가졌고, 따라서 세계인구를 추정하는 데 여러 가지 노력을 기울였다. 그 대표적인 노력으로는 카손더스(A. Carr-Saunders)와 윌콕스(Wilcox)의 것을 들 수 있다. 최근의 추정으로는 유엔의 것이 있다. 유엔에서는 여러 가지 자료에대한 신중한 평가를 통하여 1920년 이후의 세계 전체 및 여러 지역의 인구를 추정하였다. 한편 1650-1900년에 이르는 기간 동안의 세계인구분포의 추세에 대한 추정은 윌콕스와 카손더스 자료의 재평가에 기초하고 있다.
윌콕스와 카손더스의 추정은 북미, 남미, 유럽, 오세아니아에서는 거의 일치하지만 기타 인구가 많은 아시아와 아프리카에서는 큰 차이를 보인다. 이 두가지 모두가 학자들에게 받아들여지고, 어떤 추정에 사용된 가정이 특별히 우위에 있다고 하기가 곤란하기 때문에, 일반적으로 1650-1900년 기간의 세계인구와 그 분포는 이 두 가지의 평균을 채택하는 경향이 있다. 최근의 세계인구에 대해서는 여러 가지 추정이 있지만, 그 중에서 가장 대표적인 것이 유엔과 미국 상무부 센서스국의 것이다. 여기서는 유엔의 추정에 따라 세계인구의 추세를 검토해 본다.

## 세계 인구의 역사적 추세
세계인구는 B.C. 8000년에는 500만 명 정도로 추계된다. 대체로 이 시기가 인류가 시작된 이래의 인구 급증시기였다. 디비(E. Deevey)는 역사적으로 볼 때 세계의 인구증가율은 일정하지 않고 때에 따라서 감소하는 일도 있었으나 증가율이 급격히 높아진 시기가 세 번 있었다고 주장한다. B.C. 10만 년 무렵에 인간이 도구를 쓰기 시작한 때가 최초이고, 두 번째는 B.C. 8000-4000년으로 인간이 농경활동을 시작하고 도시를 형성하기 시작한 때다. 그리고 세 번째 시기가 인간이 과학과 산업에 눈을 뜬 18세기다.
디비의 주장은 추계인구 500만 명인 B.C. 8000년까지의 인구배가 년 수가 3-4만 년이 걸렸다는 것이다. 그리고 B.C. 8000년 이후에는 2배 인구가 되는 인구배가 년 수가 1300-1400년이 걸린 것으로 추정된다. 왜냐하면 농업혁명 후에는 생활공간이 확대되고 이것이 인구증가를 가속한 것으로 볼 수 있기 때문이다.
| 연도     | 디비 (Deevey, 1960) | 맥에브디와 존즈 (McEvedy and Jones, 1978) | 듀란 (Durand, 1977) | 듀란 (Durand, 1977) | 클라크 (Clark, 1977) | 비라벤 (Biraben, 1979) | 블락스터 (Blaxter, 1986) | 크레머 (Kremer, 1993) |
| 연도     | 디비 (Deevey, 1960) | 맥에브디와 존즈 (McEvedy and Jones, 1978) | 저위                | 고위                | 클라크 (Clark, 1977) | 비라벤 (Biraben, 1979) | 블락스터 (Blaxter, 1986) | 크레머 (Kremer, 1993) |
| -------- | ------------------- | ----------------------------------------- | ------------------- | ------------------- | -------------------- | ---------------------- | ------------------------ | --------------------- |
| B.C.     | -                   | -                                         | -                   | -                   | -                    | -                      | -                        | -                     |
| 1000,000 | 0.125               | -                                         | -                   | -                   | -                    | -                      | -                        | 0.125                 |
| 300000   | 1                   | -                                         | -                   | -                   | -                    | -                      | -                        | 1                     |
| 250000   | 3.34                | -                                         | -                   | -                   | -                    | -                      | -                        | 3.34                  |
| 100,000  | -                   | 5                                         | -                   | -                   | -                    | -                      | -                        | 4                     |
| 8000     | 5.32                | -                                         | -                   | -                   | -                    | -                      | -                        | -                     |
| 5000     | -                   | 5                                         | -                   | -                   | -                    | -                      | 40                       | 5                     |
| 4,000    | 86.5                | 7                                         | -                   | -                   | -                    | -                      | -                        | 15                    |
| 3000     | -                   | 14                                        | -                   | -                   | -                    | -                      | -                        | 14                    |
| 2000     | -                   | 27                                        | -                   | -                   | -                    | -                      | 70                       | 27                    |
| 1000     | -                   | 50                                        | -                   | -                   | -                    | -                      | 100                      | 50                    |
| 500      | -                   | 100                                       | -                   | -                   | -                    | -                      | -                        | 100                   |
| 400      | -                   | -                                         | -                   | -                   | -                    | 153                    | 162                      | -                     |
| 200      | -                   | 150                                       | -                   | -                   | -                    | 225                    | 231                      | 150                   |
| A.D.     | -                   | -                                         | -                   | -                   | -                    | -                      | -                        | -                     |
| 1        | 133                 | 170                                       | 270                 | 330                 | 256                  | 252                    | 255                      | 170                   |
| 200      | -                   | 190                                       | -                   | -                   | -                    | 257                    | 256                      | 190                   |
| 400      | -                   | -                                         | -                   | -                   | -                    | 153                    | 162                      | -                     |
| 500      | -                   | 190                                       | -                   | -                   | -                    | 207                    | -                        | -                     |
| 600      | -                   | 200                                       | -                   | -                   | 237                  | 208                    | 206                      | 200                   |
| 700      | -                   | 210                                       | -                   | -                   | -                    | 206                    | 207                      | -                     |
| 800      | -                   | 220                                       | -                   | -                   | 261                  | 224                    | 100                      | 220                   |
| 900      | -                   | 240                                       | -                   | -                   | -                    | 222                    | 226                      | -                     |
| 1000     | - 390               |                                           |                     |                     |                      |                        |                          |                       |

인류의 진화와 함께 도구를 쓰는 생활양식을 진화시키면서 인간은 도구와 노동의 발달과 기술을 높이고 문자와 기록을 사용하는 문명을 가지게 된다. 일반적으로 인류 최초의 문명은 큰 강(大河)유역에서 발생하였다. 예를 들어, 서양문명, 인더스문명과 황하문명이 그렇다. 서양문명은 오리엔트와 메소포타미아의 2개 지역이 중심이었다. B.C. 3000년의 세계인구 추정치가 3,500만 명이나 B.C. 2000년에는 낮게 봐도 2,700만 명, 높이 보면 7,700만 명에 달했다고 되어 있다. B.C. 1000년에는 1억 명, B.C. 500년에는 2억 명으로 증가하였다.

기원전 10,000년–기원후 2000년 세계 인구. 단위는 십억 명.

3000년 전인 B.C. 1000년에는 지구 상에 1,400여 명의 인구가 살고 있었지만, 서력기원 1년 전후하여 2억 명 정도의 인구가 살고 있었던 것으로 추정된다. 그러던 것이 1480년 총인구가 5억 명, 다시 1752년경에는 10억 명, 1900년경에는 20억 명, 1960년경에는 40억 명으로 증가하고 있다.
곧 인구는 1650년대까지는 매우 점진적으로 늘어났으며, 즉 1600년 이상의 기간을 거쳐 배가하는 속도로 증가하였다. 그 후부터 인구증가는 더욱 가속화하여 5억에서 10억 명으로 인구가 증가하는 데에는 180년 걸렸다. 그 다음 인구배가기간은 100년, 50년으로 줄어들었다.
400-500년 전과 비교할 때, 현재의 인구증가는 30배 이상 빠른 셈이다.
세계의 지역을 선진국과 개발도상국으로 나눌 때, 선진국의 인구증가 속도는 1650년부터 1900년에 이르기까지 점진적으로 빨라져 가고 있다. 그 후 성장속도는 제2차 세계대전 때까지 계속 줄어들었다. 한편 개발도상국에서는 1920년대 이후 인구증가율이 다시 상승하기 시작하였다.
선진국에서 18세기부터 가속화하기 시작한 인구성장은 산업혁명의 결과로 나타난 점진적인 생활수준의 향상과 의학의 발달에 기인하는 것으로 해석되고 있다. 한편 1920년 이후 개발도상국 인구성장률 상승은 50년 사이에 배가 넘는 빠른 속도로 진행되었다. 이것은 생활수준의 향상보다는 이미 서구에서 개발한 의약품과 보건제도의 도입 및 보급에 주로 기인한다. 대부분의 중남미 및 아시아 국가에는 식민지시대에 방역제도, 면역접종 등의 서구보건제도와 함께 많은 신약이 도입되었다.
전반적인 인구성장률만 가지고 보면, 18세기 중엽 이후 가장 높은 성장률을 보이는 대륙은 북미와 중남미이다. 다음으로 19세기 후반부터 대양주의 인구증가가 현저하게 눈에 띈다. 이러한 유형은 자연증가율의 변동보다는 국제적인 또는 대륙 간 인구이동의 결과다. 만약 유럽에서 북미와 중남미로 이주한 인구가 그대로 유럽에 살 경우와 비교하면, 19세기 중엽부터 20세기 중엽까지 유럽인구의 약 3분의 1이 대륙 간 이동을 한 것을 알 수 있다. 다시 말해, 이 당시 세계 각 대륙의 인구추세는 국제적인 이동에 의하여 주로 설명될 수 있다. 국제이동이 세계의 여러 지역들 사이의 인구분포에 큰 영향을 준 것은 대체적으로 16세기 이후다. 16세기 이후, 특히 18세기부터는 근대 국제이동을 크게 다섯 가지 종류로 구분할 수 있다. ① 유럽에서 북미대륙으로의 이동, ② 유럽에서 현 미국 남부지역과 카리브해 연안지역(중미)으로의 이동, ③ 유럽에서 남미대륙과 오세아니아대륙으로의 이동, ④ 아프리카로부터 미국으로의 노예수입, ⑤ 극동에서의 인구이동과 중국, 인도에서 아시아, 아프리카, 오세아니아주 등의 인접 국가로의 이동이 그것이다. 이것을 요약하면 유럽은 주로 인구유출지로, 북남미와 오세아니아주는 전적으로 인구유입지로 분류된다.

## 인구의 증가
세계의 인구는 현재도 그 약 20퍼센트는 추계에 의해서밖에 알 수 없는 상태에 있으므로, 고대나 중세 인구의 경우에는 정확하게 파악한다는 일이 극히 어렵다. 단편적인 기록 등을 토대로 서력 기원 전후의 세계인구는 약 2억 내지 3억이었다고 추산된다. 중세 봉건시대에는 인구의 증가가 주춤했다. 유럽에서는 인구의 지주 구실을 하는 생산력의 확대가 한계에 달했을 뿐더러 흑사병과 같은 전염병의 유행과 잦은 전쟁으로 많은 인구가 줄어들었다. 세계 인구가 급속히 증가하기 시작한 것은 18세기 중반에 시작된 산업혁명 이후 의학과 농업의 발전으로 평균수명이 늘어난 20세기 초이다. 세계 인구를 측정하는 방식은 현재도 20%의 인구는 추정값이므로 정확히 인구를 추산하기는 어려워 10억명 단위에서 40억명까지는 추정값이다. USCB에 따르면, 1752년 세계 인구는 10억을 돌파했고 1927년 20억을 돌파했다. 1960년에는 30억을 돌파했고, 1974년에는 40억을 돌파했고, 1987년 7월 11일에는 50억을 돌파했고, 1999년 10월 12일에는 60억 명을 돌파했고, 2011년 10월 31일에는 70억 명을 돌파했고, 2022년 11월 15일에는 80억 명을 돌파했다고 UN에서 공식 발표하였다.
인구의 분포세계의 인구를 육지 전면에 균등하게 배분한다면 1km2당 밀도는 50명이 되지만 실제의 인구 분포는 불균형하다. 세계 인구의 반이 아시아의 몬순지대에 밀집해 있으며, 그 다음으로 인구의 밀집도가 높은 지역이 서북유럽과 북아메리카의 동북지방이다. 이 지역들을 합치면 육지면적이 10% 미만의 지역에 인구의 5분의 4가 집결해 있는 셈이 된다. 인구 분포를 기후와의 관계에서 보면, 가장 쾌적한 온대에 50% 가까운 인구가 집중해 있다. 북반구와 남반구를 비교해 보면, 인구가 북반구, 특히 북위 20~ 60°의 지대에 집중해 있다는 것을 알 수 있다. 인구로 지구상의 지리적인 차별성이 드러난다. 어느 곳은 사람이 거의 없는 대륙인 반면 또 다른 곳은 이미 너무 과밀한 지역이며, 어느 곳에서는 문명(civilization)이 발달해 있고 다른 곳에서는 아직 원시적인 문화(culture)에 머물러 있다. 그것은 다양한 인간집단 사이의 결정적인 관계를 보여준다.
한편 경제개발 수준별 지역별 인구분포를 보면 2000년 선진국에는 11억 9천만 명이 사는 반면 개도국에는 48억 7천만 명이 거주하고 있어, 세계인구 5명 중 4명이 개도국에서 살고 있는 것으로 나타났다. 대륙별로는 아시아가 36억 8천만 명으로 세계인구의 60.8%를 차지함으로써 가장 인구가 많은 대륙이며, 다음은 아프리카(11억 5.6천만 명), 유럽(7억 3천만 명), 남미(5억 2천만 명), 북미(5억 명), 오세아니아(3천만 명)의 순으로 나타났다. 한국은 4천9백만 명으로 아시아 인구의 1.42%, 전 세계인구의 0.93%를 차지했다. 지역별 분포는 향후에도 동일한 패턴을 유지한 채, 아프리카는 다소 상승하는 반면 유럽 및 북미는 감소할 것으로 예상되고 있다. 국가별로는 2000년 1억 이상의 인구를 가지고 있는 나라는 10개국이며, 2020년에는 14개국, 2050년~2060년에는 18개국으로 늘어날 전망이다.

## 인구의 증감
인구의 증감에는 출생과 사망의 차에서 오는 자연적 증감과 이동에 의한 사회적 증감이 있다. 산업혁명 이전에는 높은 출생률과 높고 변화의 폭이 큰 사망률이 일반적이었다. 산업혁명 후 사망률의 변화가 없어지고 의학과 사회위생제도의 발달로 사망률 자체가 낮아졌다. 그 결과 출생률과 사망률의 차이가 커지고 인구가 현저히 증가하기에 이르렀다. 가족계획의 보급이 진행됨에 따라 사망률의 저하에 이어 출생률이 저하하기 시작하였다. 그 후 출생률의 저하는 사망률의 저하와 비견될 만한 수준이 되어 사망률, 출생률이 다 같이 낮아지고, 따라서 인구의 자연증가율도 낮은 상태가 시현되기에 이르렀다.
인구의 증가에 관한 이러한 견해는 미국의 인구학자 W. 톰슨을 효시로 한다. 톰슨은 세계 인구증가의 단계를 다음과 같이 세 단계로 나누었다.
1. 사망률과 출생률이 인위적으로 통제되지 않는 자연 상태대로의 단계,
2. 사망률, 출산율의 감퇴가 시작되고 사망률의 급격한 저하현상이 나타나는 단계,
3. 사망률, 출생률이 다 같이 낮은 단계의 세 가지로 나누었다.

세계에서 제일 먼저 산업혁명을 단행한 영국을 비롯해서 서유럽의 선진제국과 북아메리카, 오스트레일리아, 일본, 대한민국 등은 이미 제3의 단계에 들어서 있지만, 아시아와 아프리카의 많은 나라들은 여전히 제1의 단계에 머물러 있다.
인구의 사회적 증감을 결과시키는 국제적 이동으로는, 고대의 게르만족의 대이동을 들 수 있으나, 가장 규모가 큰 것으로는 15세기-16세기의 신대륙에의 이주가 있다. 19세기 초부터 제2차 세계 대전까지에 모국을 떠나 해외로 이주한 유럽인의 수는 6천만 명에 달한 것으로 추정되고 있다. 그러나 오늘에 있어서는 미국을 비롯해서 남미, 아프리카의 여러 나라도 이민을 제한하고 있으므로 금후 이러한 대규모의 인구 이동은 없을 것으로 여겨진다.

## 인구 문제
18세기 말 영국의 경제학자 맬서스는 인구가 생활 자료와의 균형을 넘어서서 증가할 때 과잉 인구문제가 생긴다고 말하였다. 즉 빈곤이나 사회 불안의 원인이 되는 인구문제는 인구가 기하급수적으로 증가하는 데 비해 생활 자원은 산술급수적으로밖에 증가하지 않는 데에서 생기는 것이라고 말한 것이다. 오늘날에도 인구 과잉을 인구와 생활 자원의 불균형에서 생기는 문제라고 보는 의견이 있지만, 또 한편으로는 마르크스처럼 과잉인구는 생산력의 발전 내지 생산의 사회적 배분과 인구증가의 불균형에 의해 생긴다는 의견도 있다. 어떻든 아시아·아프리카의 저개발지역에서는 식량의 부족 등으로 허덕이는 많은 사람들이 있어 인구의 압력이 큰 사회문제로 되어 있다.

## 세계 인구 증가
| 시기      | 세계 인구    | 비고                              |
| --------- | ------------ | --------------------------------- |
| BC 4000년 | 1,500만명    | 농경문화                          |
| BC 2000년 | 5,000만명    | 4대 문명                          |
| BC 1000년 | 1억명        | 철기문명                          |
| BC 500년  | 1억 4000만명 | 그리스,춘추 전국시대              |
| 기원년    | 2억명        | 로마 약 7,000만명,한나라 약 1억명 |
| AD 1000년 | 3억명        | 봉건 중세시대, 송나라             |
| AD 1392년 | 5억명        | 열병기 보급, 신대륙 발견          |
| AD 1700년 | 10억명       | 산업혁명, 식민지 팽창             |
| AD 1900년 | 20억명       | 2차 산업혁명                      |
| AD 1959년 | 30억명       |                                   |
| AD 1974년 | 40억명       |                                   |
| AD 1987년 | 50억명       |                                   |
| AD 1999년 | 60억명       |                                   |
| AD 2011년 | 70억명       |                                   |
| AD 2022년 | 80억명       |                                   |

## 주요국 인구 변화
| 미국       |         |         |             |             |             | 980만       | 7,500만     | 1억 5,000만 |        |      |      |
| 일본       | 150만   | 600만   | 1600만      | 1800만      | 2500만      | 3,300만     | 4,300만     | 8,000만     |        |      |      |
| 중국       | 5,900만 | 5,900만 | 1억 300만   | 1억 6,000만 | 1억 3,800만 | 3억 8,000만 | 4억         | 5억 8,000만 |        |      |      |
| 인도       | 7,500만 | 7,500만 | 1억 1,000만 | 1억 3,500만 | 1억 6,500만 | 2억 900만   | 3억 3,000만 |             |        |      |      |
| 영국       |         |         | 380만       | 560만       |             | 1,040만     | 3,300만     | 3,800만     |        |      |      |
| 프랑스     |         |         | 1,600만     | 1,800만     | 2,100만     | 3,300만     | 3,800만     | 5,000만     |        |      |      |
| 독일       |         |         | 1,600만     | 2,000만     | 1,500만     | 2,700만     | 5,600만     | 6,500만     |        |      |      |
| 러시아     |         |         |             | 1,400만     | 1,400만     | 4,000만     | 7,100만     | 1억 3,000만 |        |      |      |
| 한국       | 300만   | 900만   | 1000만      | 1100만      | 1300만      | 1600만      | 2000만      | 3100만      |        |      |      |
| 인도네시아 | 180만   | 520만   | 1,070만     | 1,170만     | 1,310만     | 1,610만     |             |             |        |      |      |
| 세계       | 1.9억   | 3.1억   | 2.8억       | 6.0억       | 6.8억       | 8.1억       | 10.0억      | 11.6억      | 13.1억 | 17억 | 24억 |

## 향후 전망

### 유엔의 예측
| 연도 | 인구           |
| ---- | -------------- |
| 2025 | 8,231,613,070  |
| 2026 | 8,336,274,643  |
| 2027 | 8,393,078,318  |
| 2028 | 8,445,863,301  |
| 2029 | 8,487,660,723  |
| 2030 | 8,548,487,371  |
| 2031 | 8,618,349,454  |
| 2032 | 8,687,227,873  |
| 2033 | 8,755,083,512  |
| 2034 | 8,821,862,705  |
| 2035 | 8,887,524,229  |
| 2036 | 8,952,048,885  |
| 2037 | 9,015,437,616  |
| 2038 | 9,077,693,645  |
| 2039 | 9,138,828,562  |
| 2040 | 9,198,847,382  |
| 2041 | 9,257,745,483  |
| 2042 | 9,315,508,153  |
| 2043 | 9,372,118,247  |
| 2044 | 9,427,555,382  |
| 2045 | 9,481,803,272  |
| 2046 | 9,534,854,673  |
| 2047 | 9,586,707,749  |
| 2048 | 9,637,357,320  |
| 2049 | 9,686,800,146  |
| 2050 | 9,735,033,900  |
| 2051 | 9,782,061,758  |
| 2052 | 9,827,885,441  |
| 2053 | 9,872,501,562  |
| 2054 | 9,915,905,251  |
| 2055 | 9,958,098,746  |
| 2056 | 9,999,085,167  |
| 2057 | 10,038,881,262 |
| 2058 | 10,077,518,080 |
| 2059 | 10,115,036,360 |
| 2060 | 10,151,469,683 |
| 2061 | 10,186,837,209 |
| 2062 | 10,221,149,040 |
| 2063 | 10,254,419,004 |
| 2064 | 10,286,658,354 |
| 2065 | 10,317,879,315 |
| 2066 | 10,348,098,079 |
| 2067 | 10,377,330,830 |
| 2068 | 10,405,590,532 |
| 2069 | 10,432,889,136 |
| 2070 | 10,459,239,501 |
| 2071 | 10,484,654,858 |
| 2072 | 10,509,150,402 |
| 2073 | 10,532,742,861 |
| 2074 | 10,555,450,003 |
| 2075 | 10,577,288,195 |
| 2076 | 10,598,274,172 |
| 2077 | 10,618,420,909 |
| 2078 | 10,637,736,819 |
| 2079 | 10,656,228,233 |
| 2080 | 10,673,904,454 |
| 2081 | 10,690,773,335 |
| 2082 | 10,706,852,426 |
| 2083 | 10,722,171,375 |
| 2084 | 10,736,765,444 |
| 2085 | 10,750,662,353 |
| 2086 | 10,763,874,023 |
| 2087 | 10,776,402,019 |
| 2088 | 10,788,248,948 |
| 2089 | 10,799,413,366 |
| 2090 | 10,809,892,303 |
| 2091 | 10,819,682,643 |
| 2092 | 10,828,780,959 |
| 2093 | 10,837,182,077 |
| 2094 | 10,844,878,798 |
| 2095 | 10,851,860,145 |
| 2096 | 10,858,111,587 |
| 2097 | 10,863,614,776 |
| 2098 | 10,868,347,636 |
| 2099 | 10,872,284,134 |
| 2100 | 10,875,393,719 |
| 2101 | 10,877,000,004 |
| 2102 | 10,899,572,951 |
| 2103 | 11,000,000,951 |

2019년 6월, 유엔 인구 기금이 공표한 '세계 인구 전망 2019'에 따르면, 전 세계 인구는 중위 추계를 기준으로, 2100년까지 연속 증가해 109억 명에 달할 것으로 예측하였다. 그러나 지역별로는 유럽은 2022년부터, 아시아는 2057년부터, 라틴 아메리카 및 카리브해는 2059년부터 인구가 감소하기 시작하며, 나머지 지역인 아프리카, 북아메리카, 오세아니아는 계속 증가할 것으로 전망했다.
| 지역/연도                 | 1950           | 2020           | 2050           | 2080            | 2100            |
| 아프리카                  | 2억 2779만 명  | 13억 4059만 명 | 22억 8385만 명 | 36억 8057만 명  | 42억 8012만 명  |
| 아시아                    | 14억 490만 명  | 46억 4105만 명 | 52억 9026만 명 | 50억 6851만 명  | 47억 1990만 명  |
| 유럽                      | 5억 4932만 명  | 7억 4763만 명  | 7억 1048만 명  | 6억 4958만 명   | 6억 2956만 명   |
| 라틴 아메리카 및 카리브해 | 1억 6882만 명  | 6억 5396만 명  | 7억 6243만 명  | 7억 3862만 명   | 6억 7999만 명   |
| 북아메리카                | 1억 7260만 명  | 3억 6887만 명  | 4억 2520만 명  | 4억 6763만 명   | 4억 9088만 명   |
| 오세아니아                | 1297만 명      | 4267만 명      | 5737만 명      | 6897만 명       | 7491만 명       |
| 전 세계                   | 25억 3643만 명 | 77억 9479만 명 | 97억 3503만 명 | 106억 7390만 명 | 108억 7539만 명 |

21세기 말에 이르러서는 인구 증가율이 0에 가까워 사실상 정점에 다다를 것으로 예측하였다. 다음은 지역별 인구 성장률이다.
| 지역                      | 2020–25 | 2045–50 | 2095–2100 |
| ------------------------- | ------- | ------- | --------- |
| 아프리카                  | 2.37    | 1.74    | 0.61      |
| 아시아                    | 0.77    | 0.14    | −0.39     |
| 유럽                      | −0.05   | −0.26   | −0.14     |
| 라틴 아메리카 및 카리브해 | 0.84    | 0.21    | −0.46     |
| 북아메리카                | 0.59    | 0.38    | 0.25      |
| 오세아니아                | 1.21    | 0.80    | 0.37      |
| 전 세계                   | 0.98    | 0.53    | 0.04      |

또, 2027년 인도가 중국을 제치고 인구가 가장 많은 국가가 될 것으로 예측하였다. 다음은 상위 인구 10개국이다.
|      | 1990                       | 2019                       | 2050                             | 2100                             |
| 1위  | 중국 (11억 7770만 명)      | 중국 (14억 3400만 명)      | 인도 (16억 3900만 명)            | 인도 (14억 5000만 명)            |
| 2위  | 인도 (8억 7300만 명)       | 인도 (13억 6600만 명)      | 중국 (14억 200만 명)             | 중국 (10억 6500만 명)            |
| 3위  | 미국 (2억 5200만 명)       | 미국 (3억 2900만 명)       | 나이지리아 (4억 100만 명)        | 나이지리아 (7억 3300만 명)       |
| 4위  | 인도네시아 (1억 8100만 명) | 인도네시아 (2억 7100만 명) | 미국 (3억 7900만 명)             | 미국 (4억 3400만 명)             |
| 5위  | 브라질 (1억 4900만 명)     | 파키스탄 (2억 1700만 명)   | 파키스탄 (3억 3800만 명)         | 파키스탄 (4억 300만 명)          |
| 6위  | 러시아 (1억 4800만 명)     | 브라질 (2억 1100만 명)     | 인도네시아 (3억 3100만 명)       | 콩고 민주 공화국 (3억 6200만 명) |
| 7위  | 일본 (1억 2500만 명)       | 나이지리아 (2억 100만 명)  | 브라질 (2억 2900만 명)           | 인도네시아 (3억 2100만 명)       |
| 8위  | 파키스탄 (1억 800만 명)    | 방글라데시 (1억 6300만 명) | 에티오피아 (2억 500만 명)        | 에티오피아 (2억 9400만 명)       |
| 9위  | 방글라데시 (1억 300만 명)  | 러시아 (1억 4600만 명)     | 콩고 민주 공화국 (1억 9400만 명) | 탄자니아 (2억 8600만 명)         |
| 10위 | 나이지리아 (9500만 명)     | 멕시코 (1억 2800만 명)     | 방글라데시 (1억 9300만 명)       | 이집트 (2억 2500만 명)           |

### 다른 기관의 예측
2100년까지 계속 인구가 증가할 것이라는 유엔의 전망과 달리, 더 일찍 인구가 정점을 찍고 감소로 돌아설 것이라는 전망도 있다. 2020년 7월 15일, 미국 워싱턴대 의과대학 보건계량분석연구소(IHME)가 영국의 의학지 랜싯에 게재한 논문에 따르면, 세계 인구는 2064년 97억 명으로 정점을 찍고, 2100년 88억 명으로 감소할 것으로 내다봤다. 이렇게 차이가 큰 이유는 바로 출산율에 있는데, 유엔은 한국, 태국, 캐나다, 그리스 등 저출산 국가들의 출산율이 1.75명까지 늘어난다고 예상하였지만, 연구진은 이와 달리 여성의 교육 수준 증가 등의 영향으로 출산율이 낮은 수준으로 머물거나 떨어질 것으로 예측하였다. 또, 2100년 나이지리아 인구가 7억 9100만 명으로, 중국 인구 7억 3200만 명을 상회해 세계에서 두번째로 인구가 많은 국가가 될 것으로 전망했다.

## 같이 보기
- 인구순 나라 목록